# Activision
Activision Publishing, Inc. es una empresa de videojuegos estadounidense propiedad de Activision Blizzard. Fue el primer desarrollador y distribuidor independiente de este tipo de juegos, fundado el 1 de octubre de 1979 y con sede en Santa Mónica, California. Sus primeros productos fueron cartuchos para la videoconsola Atari 2600; en la actualidad, es la tercera mayor distribuidora de videojuegos, y ha creado diversos títulos, entre ellos Call of Duty. En enero de 2022, Microsoft anunció la compra del propietario de Activision, Activision Blizzard, por 68 700 millones de dólares y finalizó el 13 de octubre de 2023. aunque, la adquisición tuvo sus demoras en el proceso de la compra.

## Historia

### 1981-1992: La primera Activision,Pitfall!y fracaso como Mediagenic
Antes de la formación de Activision, los videojuegos eran publicados exclusivamente por los fabricantes de los sistemas para los que eran diseñados. Por ejemplo, Atari era el único distribuidor de juegos para la Atari 2600. Esto era especialmente mortificador para los desarrolladores de juegos, pues no recibían compensación económica por los juegos que no se vendían bien, y ni siquiera eran acreditados en los manuales. Tras ver cómo varios juegos se convertían en superventas, un grupo de programadores decidieron que ya era suficiente y abandonaron Atari.
Activision fue el primer distribuidor independiente para la Atari 2600. La empresa fue fundada por el ejecutivo de la industria discográfica Jim Levy y los ex programadores de Atari David Crane, Larry Kaplan, Alan Miller y Bob Whitehead. Levy adoptó la estrategia de promocionar a los creadores de juegos junto con los propios juegos. Entonces, al principio de 1980, Activision publicó sus primeros cuatro juegos: Checkers, Skiing, Dragster
La marcha de los cuatro programadores, cuyos títulos suponían más de la mitad de las ventas de cartuchos de Atari en aquel momento, supuso el inicio de acciones legales entre las dos empresas que no terminaron de zanjarse hasta 1982. Cuando el mercado de consolas de videojuegos comenzó a declinar, Activision se diversificó, produciendo juegos para ordenadores personales y adquiriendo empresas más pequeñas.
En 1982, Activision lanzó Pitfall!, que es considerado por muchos el primer videojuego de plataformas, así como el título más vendido para la Atari 2600. Aunque la destreza técnica del equipo ya había sido demostrada, fue Pitfall! lo que los convirtió en un éxito enorme. Esto provocó no solo una legión de copias, incluyendo versiones para arcade, sino que puede también decirse que inició todo el género de plataformas, que se convirtió en una parte principal de los videojuegos durante los años 1980.

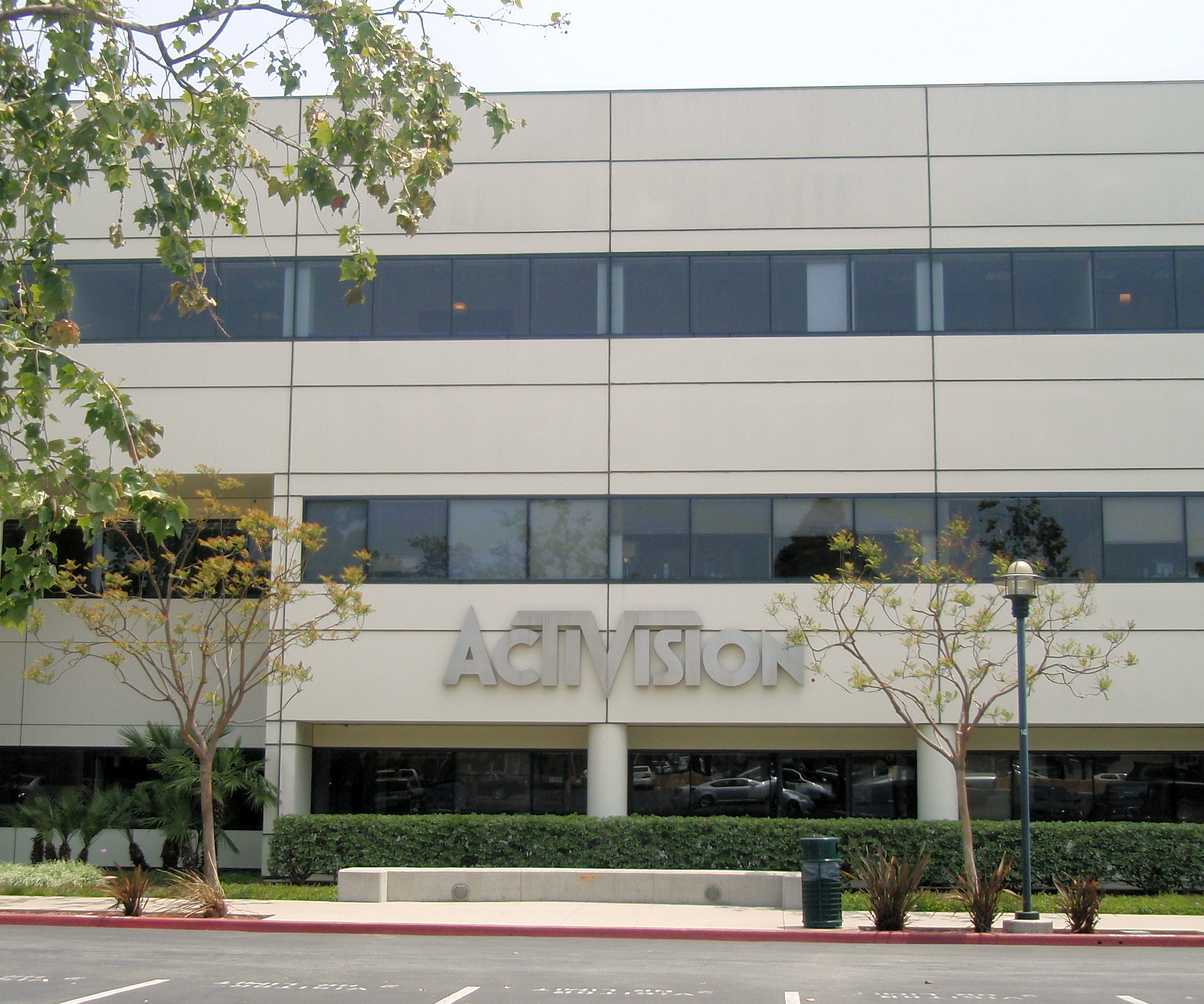
Sede central en Santa Mónica, California.

En 1985, Activision se fusionó con el pionero de las aventuras conversacionales Infocom, que por entonces tenía problemas económicos. Jim Levy era un gran fan de los juegos de Infocom y quería que la empresa saliera adelante. Sin embargo, unos seis meses después Bruce Davis tomó el mando como CEO de Activision. Davis estuvo contra la fusión desde el principio y gestionó Infocom con mano dura. También obligó a realizar cambios de marketing, lo que hizo que las ventas de sus juegos se hundiera. Finalmente, en 1989, tras varios años de pérdidas, Activision cerró el estudio de Infocom en Cambridge, Massachusetts, haciendo a solo 11 de los 26 empleados una oferta de traslado a la sede central de Activision en Silicon Valley, California, que cinco aceptaron.
En 1988 Activision comenzó a involucrarse en otros tipos de software aparte de los videojuegos, tales como aplicaciones ofimáticas. Como resultado, cambió su nombre corporativo a Mediagenic para tener un nombre que representaría globalmente todos sus campos de actividad. Aparte de este cambio, Mediagenic siguió haciendo un enorme uso de la marca Activision en sus videojuegos para las diversas plataformas para las que los editaba, notablemente NES, Sega Master System, Atari 7800, Commodore 64 y Amiga. La decisión de la empresa de adentrarse en diversos campos a expensas de los videojuegos resultó ser un movimiento tan malo que en 1992 Mediagenic se declaró en bancarrota. La primera Activision había «muerto».

### 1992-2011: La nueva Activision
El fracaso de Mediagenic terminó con una reorganización y fusión con The Disc Company, siendo Mediagenic el comprador. Tras superar la bancarrota, Mediagenic cambió oficialmente su nombre de nuevo a Activision en diciembre de 1992. En este momento Activision trasladó su sede central de Silicon Valley al sur de California. Mientras superaba la bancarrota, continuó desarrollando juegos para PC y videoconsolas y reanudó las adquisiciones estratégicas. Activision decidió desde entonces concentrarse solo en el negocio de los videojuegos.
En 1991 Activision recopiló 20 juegos antiguos de Infocom en una colección en CD-ROM titulada The Lost Treasures of Infocom, dejando fuera la mayoría de los «feelies» por los que Infocom fue famosa. El éxito de esta recopilación hizo que en 1992 se publicaran otros 11 juegos más de Infocom bajo el título de The Lost Treasures of Infocom II.
En 2003 Activision, junto con otros distribuidores de videojuegos, fue investigada por la Securities and Exchange Commission debido a sus prácticas contables, concretamente por el uso de la «reserva de retorno» para presuntamente maquillar los resultados trimestrales.
En 2004 la empresa celebró su 25º aniversario, y declaró que había contabilizado ganancias récord en el duodécimo año consecutivo de ingresos ascendentes.

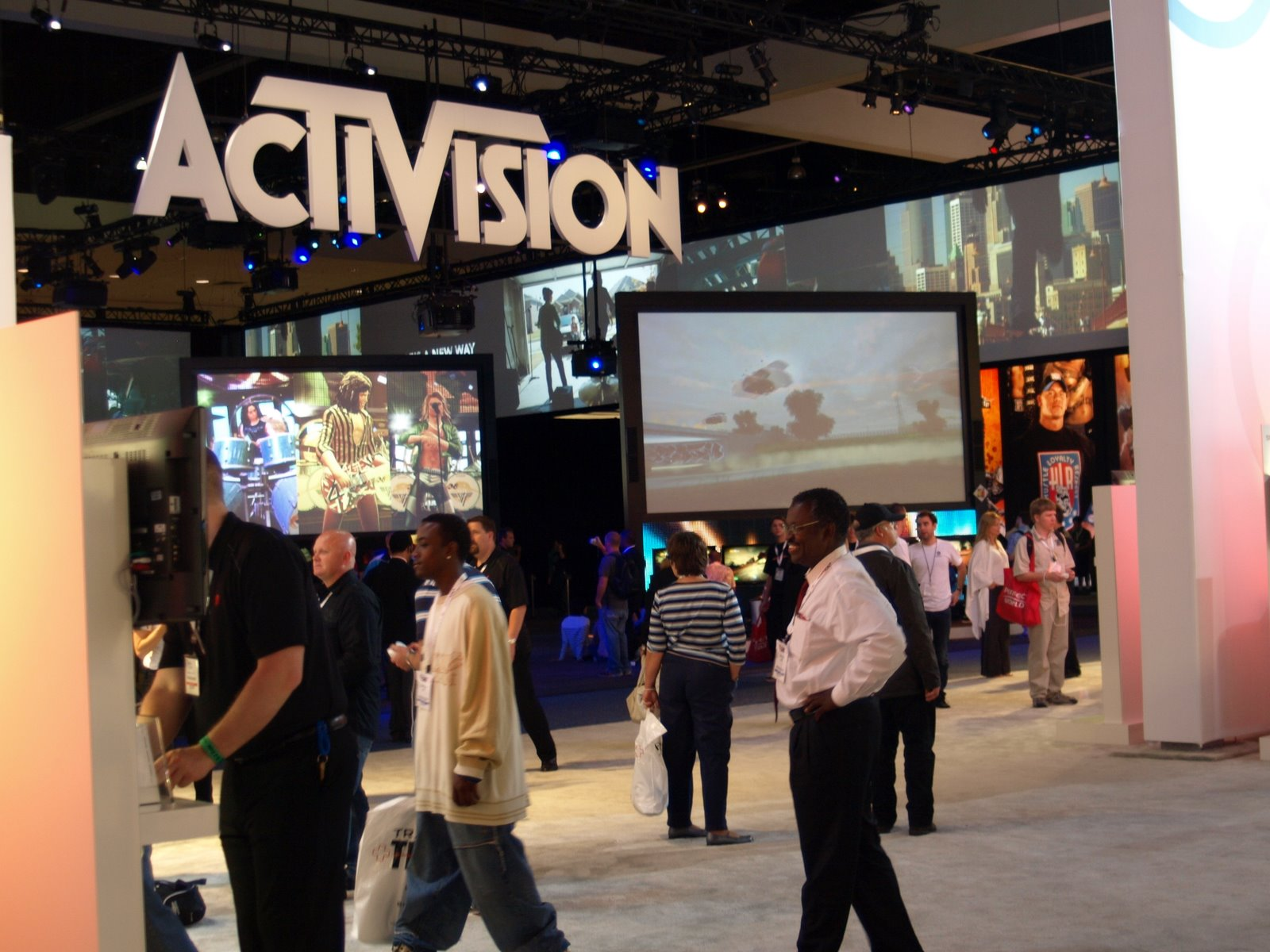
Stand de Activision en la E3 de 2009.

En 2006 Activision logró la licencia para desarrollar videojuegos basados en la saga de James Bond. Un acuerdo exclusivo entre Activision y MGM (propietaria de los derechos) entró en vigor en septiembre de 2007.
El 2 de diciembre de 2007 Activision anuncia su fusión con Blizzard Entertainment, propiedad de Vivendi Games (anteriormente propiedad de Universal Studios bajo el nombre de Vivendi Universal Studios), dando origen a la nueva empresa Activision Blizzard. Blizzard Entertainment continúa operando como una división de esta nueva empresa. Gracias a esa fusión, Activision logra hacerse con sagas tan exitosas y memorables como Warcraft, Diablo y Spyro el dragón.

### 2011-2016:Skylanders,DestinyyCall of Duty
Después de la fusión con Blizzard, Activision adquirió numerosos estudios para crear exitosas sagas como Destiny (desarrollado por Bungie), Call of Duty y la saga de toys-to-life Skylanders (derivada de Spyro el dragón). Asimismo, la mayoría de sus ganancias fueron obtenidas debido a estas tres franquicias.

### 2016-2018:Overwatch, el regreso deCrash BandicootySpyro,Esports,Skylanders Academyy más
En 2016 Activision logró posicionarse como una de las empresas más exitosas por los juegos de la saga derivada de Call of Duty, llamada Call of Duty: Black Ops. Luego del lanzamiento de Skylanders: Imaginators, se anunció la creación de un estudio de cine y televisión llamado Activision Blizzard Studios que llevaría las franquicias de la empresa al cine, y cuyo primeros proyectos confirmados fueron Academia Skylanders, en colaboración con Netflix (con tres temporadas confirmadas), y una película sin título de Call of Duty, que aún no tiene fecha de lanzamiento.
Durante la exposición E3 de 2016, Activision confirmó el regreso de Crash Bandicoot, con un cameo y pack exclusivo en Skylanders Imaginators así como en la serie de la misma y con la trilogía "rediseñada desde cero" Crash Bandicoot N. Sane Trilogy, la cual se estrenó el 30 de junio de 2017, convirtiéndose en uno de los remakes más vendidos para PS4, además de anunciar la campaña de esports para Overwatch, la adquisición de King Mobile Games (creadora de Candy Crush Saga) y los videojuegos Call of Duty: Modern Warfare y Call of Duty: Infinite Warfare.
En 2018, Activision relanzó Crash Bandicoot N. Sane Trilogy para Nintendo Switch, Xbox One y PC y lanzó Spyro Reignited Trilogy, una colección de remakes de los tres primeros juegos de la saga de Spyro el dragón.